# 83. pehotna divizija (ZDA)
83. pehotna divizija (izvirno angleško 83rd Infantry Division) je bila pehotna divizija Kopenske vojske ZDA.